# Guo Pengpeng
Guo Pengpeng (* 25. Oktober 1978 in China) ist eine deutsche Tischtennisspielerin chinesischer Abstammung. Sie spielte bisher bei mehreren Bundesligavereinen, sowohl in der 1. als auch in der 2. Bundesliga.

## Werdegang
Guo Pengpeng begann in Deutschland 1998 beim Verein TTFC Burgwedel. Die nächsten Stationen waren TTG Nord Holtriem (2000–2002), DJK TuS Holsterhausen (2002–2005), TuS Uentrop (2005–2006), DJK TuS Holsterhausen (2006–2008), 3B Berlin (2008–2010), TV Busenbach (2010–2012) und seit 2012 beim TV Kupferdreh (Essen). Mit dem Verein DJK TuS Holsterhausen stieg sie 2003, 2005 und 2007 in die 1. Bundesliga auf. Wegen der Geburt eines Sohnes (* November 2011) war sie in der Saison 2011/12 inaktiv.
Mitte 2007 nahm sie die deutsche Staatsbürgerschaft an und war von da an für Deutschland spielberechtigt. 2007/08 gewann sie die Westdeutsche Meisterschaft, 2010 erreichte sie bei den deutschen Meisterschaften in Trier Platz drei im Einzel. Im Bundesranglistenturnier DTTB TOP-16 wurde sie 2009 Zweite.

## Turnierergebnisse
| Verband | Veranstaltung | Jahr | Ort    | Land | Einzel    | Doppel | Mixed | Team |
| ------- | ------------- | ---- | ------ | ---- | --------- | ------ | ----- | ---- |
| GER     | Pro Tour      | 2009 | Bremen | GER  | letzte 64 |        |       |      |